# Otidiogryllacris auriculata
Otidiogryllacris auriculata är en insektsart som först beskrevs av Krauss 1903.  Otidiogryllacris auriculata ingår i släktet Otidiogryllacris och familjen Gryllacrididae.

## Underarter
Arten delas in i följande underarter:
- O. a. melanocephala
- O. a. deceptrix
- O. a. auriculata
- O. a. willemsei